# Крейсера-скауты типа «Патфайндер»
Крейсера-скауты типа «Патфайндер» — серия крейсеров британского Королевского флота, построенная в 1900-х годах. Всего было построено 2 крейсера: «Патфайндер» (англ. Pathfinder), «Пэтрол» (англ. Patrol). Стали развитием крейсеров III класса типа «Джем».

## Проектирование
В 1901—1902 годах Британское Адмиралтейство разработало крейсера-скауты, чтобы возглавлять флотилии эсминцев, ведя их в торпедную атаку и поддерживать их, в столкновениях с другими эсминцами. В мае 1902 это прошли тендеры на проекты крейсера который был способен развить ход 25 узлов (46 км/ч; 29 миль в час), имел броневую палуба, дальность хода 2000 морских миль (3700 км; 2300 миль) и нёс вооружение из шести 76 мм, восьми скорострельных 47-миллиметровых пушек и двух 18-дюймовых (450-миллиметровых) торпедных аппарата. Было отобрано четыре проекта и заказало по одному судну от каждого производителя в Военно-морской программе 1902-03 года и повторением заказа в программе следующего года.
В августе к спецификации были добавлены еще четыре 12-фунтовых орудия.

## Конструкция

### Корпус
Длина кораблей между перпендикулярами составляла 370 футов (112,8 м), ширина — 38 футов 9 дюймов (11,8 м), осадка — 15 футов 2 дюйма (4,6 м) в полном грузу. Их водоизмещение составляло 2940 длинных тонн (2987 т) при нормальной водоизмещении и 3240 длинных тонн (3292 т) при полном. Их экипаж состоял из 289 офицеров и матросов.

### Силовая установка
Две трёхцилиндровые паровые машины тройного расширения, двенадцать котлов Laird-Normand. Мощность силовой установки 16 500 лошадиных сил (12 300 кВт), должна была обеспечить максимальную скорость 25 узлов. Полный запас угля 600 дл. тонн. Дальность плавания на 10-узловом ходу 3400 миль.

### Бронирование
Они имели пояс по ватерлинии толщиной 2 дюйма (51 мм) только напротив машинных отделений. Броневая палуба была толщиной от 0,625 до 1,5 дюймов (от 16 до 38 мм), а боевая рубка имела броню толщиной 3 дюйма (76 мм).

### Вооружение
Несли вооружение из десяти трёхдюймовых пушек, восьми 47-мм пушек и двух однотрубных 18-дюймовых торпедных аппаратов. В 1911—1912 годах артиллерийское вооружение заменено на девять 102 мм орудий Mk IV с 31-фунтовыми (14,06 кг) снарядами с начальной скоростью 722 м/с. После перевооружения водоизмещение возросло примерно на 15 тонн.

## Служба
- «Патфайндер» — заложен 15 августа 1903 г., спущен 16 июля 1903 г., в строю с 18 июля 1905 г.
- «Пэтрол» — заложен 31 октября 1903 г., спущен 13 октября 1904 г., в строю с 29 сентября 1905 г.[5]

5 сентября 1914 года «Патфайндер» находился в дозоре вместе с 8-й флотилией эскадренных миноносцев, когда в 16 ч 45 мин Херзинг (командир U-21) попал в него торпедой, он сразу же пошёл ко дну после сильнейшего взрыва. Из его команды 259 чел. погибло и 16 было ранено.